# 蒙特尼側帶雅羅魚
蒙特尼側帶雅羅魚（學名：Telestes montenigrinus）為輻鰭魚綱鯉形目雅羅魚科的其中一種，分布於歐洲阿爾巴尼亞、蒙特內哥羅斯庫台湖流域，體長可達16公分，生活習性不明。